# 가이아 BH1

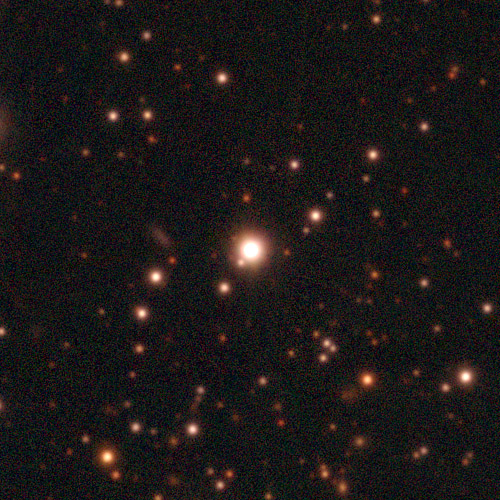

가이아 BH1(Gaia BH1, Gaia DR3 4373465352415301632)은 G형 주계열성과 항성질량 블랙홀로 구성된 쌍성계로 태양계에서 뱀주인자리 방향으로 약 1,560광년(478pc) 떨어진 곳에 위치해 있다. 2024년 5월 기준, 천문학자들이 블랙홀을 포함하고 있다고 합리적으로 확신하는 가장 가까운 것으로 알려진 시스템은 가이아 BH3, 가이아 BH2 및 A0620-00이다.

## 특징
별과 블랙홀은 185.59일의 주기와 0.45의 이심률로 서로 공전한다. 이 별은 태양과 유사하여 약 0.93 M☉ 및 0.99 R☉, 온도는 약 5,850 K(5,580 °C; 10,070 °F)인 반면, 블랙홀의 질량은 약 9.62 M☉이다. 이 질량을 감안할 때 블랙홀의 슈바르츠실트 반지름은 약 28km(17마일)가 되어야 한다.

## 같이 보기
- GRS 1915+105
- VFTS 243